# Le Tignet
Le Tignet é uma comuna francesa na região administrativa da Provença-Alpes-Costa Azul, no departamento Alpes Marítimos. Estende-se por uma área de 11,26 km², com 2763 habitantes, segundo os censos de 1999, com uma densidade de 245 hab/km².